# Нуклеїнові кислоти

Порівняння структури дволанцюгової ДНК та одноланцюгової РНК та азотистих основ, що входять до їх складу

Нуклеїнові кислоти — складні високомолекулярні біополімери, мономерами яких є нуклеотиди. Вперше їх виявлено в ядрі клітини, звідки й походить назва цих сполук (від лат. nucleus — ядро).

## Історія дослідження
Вперше нуклеїнові кислоти були виділені у 1869 році з ядер лейкоцитів ран людини в результаті досліджень Фрідріха Мішера. Мішер працював у Тюбінгенському університеті та намагався дослідити хімію найпростіших, з його точки зору клітин людського організму. Спочатку він намагався виділяти лейкоцити з лімфатичних вузлів, проте не зміг отримати необхідної для аналізу кількості. Тоді він став збирати матеріал з використаних для бинтування ран пов'язок у сусідній лікарні - й домігся успіху.

## Загальний опис

Структура нуклеїнової кислоти

Нуклеїнові кислоти (полінуклеотиди) є біополімерами, які побудовані із ланок нуклеозидів, пов'язаних між собою фосфодиетерними зв'язками. У свою чергу нуклеозиди - це N-глікозиди рибози або дезоксирибози із пуриновими або піримідиновими основами. Природні нуклеїнові кислоти — ДНК і РНК — виконують у всіх живих організмах роль передачі і експресії генетичної інформації. Цей термін був введений Рихардом Альтманом. Вперше їх виявлено в ядрі клітини, звідки й походить назва цих сполук (від лат. нуклеус — ядро). Молекула нуклеотиду складається із залишків нітрогеновмісного гетероциклу (азотистої основи), п'ятивуглецевого моносахариду (пентози) і фосфатної кислоти. Розрізняють два типи нуклеїнових кислот: дезоксирибонуклеїнову (ДНК) і рибонуклеїнову (РНК). До складу ДНК входить залишок пентози дезоксирибози, до складу РНК — рибози.
Ферментативний гідроліз нуклеїнових кислот розщеплює їх на фрагменти, які називаються нуклеотидами й нуклеозидами.
нуклеїнова кислота {\displaystyle \xrightarrow {{\mathsf {H_{2}O}},\ {\text{Фермент}}} } нуклеотид {\displaystyle {\xrightarrow[{\mathsf {-H_{3}PO_{4}}}]{{\mathsf {H_{2}O}},\ {\mathsf {OH^{-}}}}}} нуклеотид {\displaystyle \xrightarrow {{\mathsf {H_{2}O}},\ {\mathsf {H^{+}}}} } Цукор + гетероциклічна основа
(фосфат-Цукор-гетероциклічна основа) (Цукор-гетероциклічна основа)

Якщо аденін, гуанін (пуринові основи) і цитозин (піримідинова основа) виділяються під час гідролізу і ДНК, і РНК, то четвертою основою у РНК є урацил (піримідинова основа), а у ДНК - тимін (піримідинова основа). 
Нуклеозиди містять залишки моносахариду і гетероциклічної сполуки (пуринової або піримідинової основи). Назви нуклеозидів утворюються з кореня назви нітрогеновмісної основи і суфікса -ідин (для піримідинових основ) та суфікса -озин (для пуринових основ), наприклад, уридин, гуанозин. 
Нуклеотиди скадаються із залишків гетероциклічної основи, моносахариду і фосфатної основи і є фосфатними естерами нуклеозидів. Назва нуклеотидів складається з назви відповідного нуклеозиду і положення фосфатного залишку, наприклад, аденозин-5'-фосфат, уридин-5'-фосфат.

## Структура
Нуклеїновим кислотам, як і білкам, притаманна первинна структура — певна послідовність розташування нуклеотидів, а також складніша вторинна і третинна структури, які формуються за допомогою водневих зв'язків, електростатичним та іншим взаємодіям.

## Будова
Нуклеїнові кислоти є біополімерами, мономерами яких є нуклеотиди. Нуклеотиди є складними ефірами нуклеозиду і фосфорної кислоти і з'єднуються через залишок фосфорної кислоти (фосфодіестерний зв'язок). Нуклеозид складається з вуглеводу — пентози (рибози або дезоксирибози, залежно від типу нуклеїнової кислоти) і азотистої основи (пуринового або піримідинового). Відстань між нуклеотидами в складі полінуклеотиду становить 0,34 нм.

## ДНК і РНК
- ДНК — дезоксирибонуклеїнова кислота. Цукор — дезоксирибоза, азотисті основи: пуринові — гуанін (G), аденін (A), піримідинові — тимін (T) і цитозин (C). ДНК часто складається з двох полінуклеотидних ланцюжків, направлених антипаралельно.
- РНК — рибонуклеїнова кислота. Цукор — рибоза, азотисті основи: пуринові — гуанін (G), аденін (A), піримідинові урацил (U) і цитозин (C). Структура полінуклеотидного ланцюжка аналогічна такій в ДНК, дволанцюжкові РНК зустрічаються тільки у вірусів. Через особливість рибози, молекули РНК часто мають різні вторинні і третинні структури, утворюючи дволанцюгові ділянки через комплементарні взаємодії всередині молекули, наприклад шпильки.